# Shikinjoh
Shikinjoh (紫禁城, Forbidden City, parfois orthographié Shi Kin Jo ou Shi-Kin-Joh) est un jeu vidéo de puzzle sorti le 27 avril 1991 sur Mega Drive, uniquement au Japon. Le jeu a été conjointement développé par Sunsoft et Scap Trust et édité par Sunsoft. Il offrait la possibilité de jouer en ligne via le Sega Meganet, le modem de la Mega Drive.